# Дачич, Ивица
И́вица Да́чич (серб. Ивица Дачић; род. 1 января 1966, Призрен) — сербский государственный и политический деятель. Председатель Социалистической партии Сербии. Министр внутренних дел Сербии со 2 мая 2024 года, первый заместитель председателя правительства в 2008—2012, 2014—2020 годах и с 26 октября 2022 года. В прошлом — председатель правительства Сербии (2012—2014) и исполняющий эти обязанности (2017 и 2024), министр иностранных дел Сербии (2014—2020 и 2022—2024), председатель Народной скупщины Сербии (2020—2022), председатель ОБСЕ (2015—2016).

## Биография

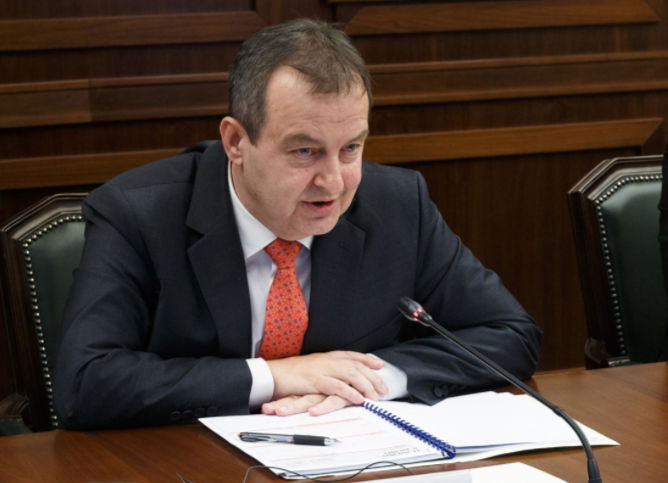
Ивица Дачич во время визита в Москву

Родился 1 января 1966 года в городе Призрен на юге Косова.
Детство провёл в селе Житораджа в Топличском округе на юге страны. Окончил гимназию в городе Ниш.
Высшее образование получал на факультете политических наук Белградского университета.
Политическую карьеру начал в 1990 году, возглавив молодёжное социалистическое движение в Белграде.
С 1992 по 2000 год являлся пресс-секретарём Социалистической партии Сербии.
С 2000 по 2003 год занимал пост заместителя председателя СПС и возглавлял её белградское отделение.
В так называемом переходном правительстве Сербии с октября 2000 по январь 2001 года занимал пост министра информации.
Принимал участие в президентских выборах 2004 года и занял по их итогам четвёртое место, набрав 4,04 % голосов.
В декабре 2006 года был избран председателем Социалистической партии Сербии.
После внеочередных парламентских выборов в июле 2008 года вошёл в состав нового правительства Мирко Цветковича, получив должность Первого вице-премьера и министра внутренних дел.
После выборов 2012 года возглавил Правительство Республики Сербии.
В ходе парламентских выборов 2014 года в составе коалиции занял второе место в парламенте и соответственно — в правительстве.
В ходе парламентских выборов 2016 года Социалистическая партия Сербии, возглавляемая Дачичем заняла второе место по количеству голосов набрав более 10 %.
После президентских выборов 2017 года в ходе которых победу одержал действующий премьер-министр Александр Вучич, Ивица Дачич, как вице-премьер-министр занял должность исполняющего обязанности премьер-министра. 15 июня 2017 года был заменён на посту Аной Брнабич.
Награждён орденами Сербской православной церкви.

## Награды
- Орден Дружбы (25 января 2018, Россия) — за заслуги в укреплении дружбы и сотрудничества между народами, плодотворную деятельность по сближению и взаимообогащению культур наций и народностей[4].
- Орден Республики Сербской на ленте (9 января 2022)[5].
- Орден Святого царя Константина (2013, Сербская православная церковь).